# Naïmi Naïm
 (mai 2010).
Si vous disposez d'ouvrages ou d'articles de référence ou si vous connaissez des sites web de qualité traitant du thème abordé ici, merci de compléter l'article en donnant les références utiles à sa vérifiabilité et en les liant à la section « Notes et références ».
Pour les articles homonymes, voir Naim.
Cheikh Naïmi Naïm (1909-1973) est un des penseurs oulémas algériens qui ont marqué l'histoire de l'Algérie. Il était membre du conseil d'administration de l'Association des oulémas musulmans algériens.

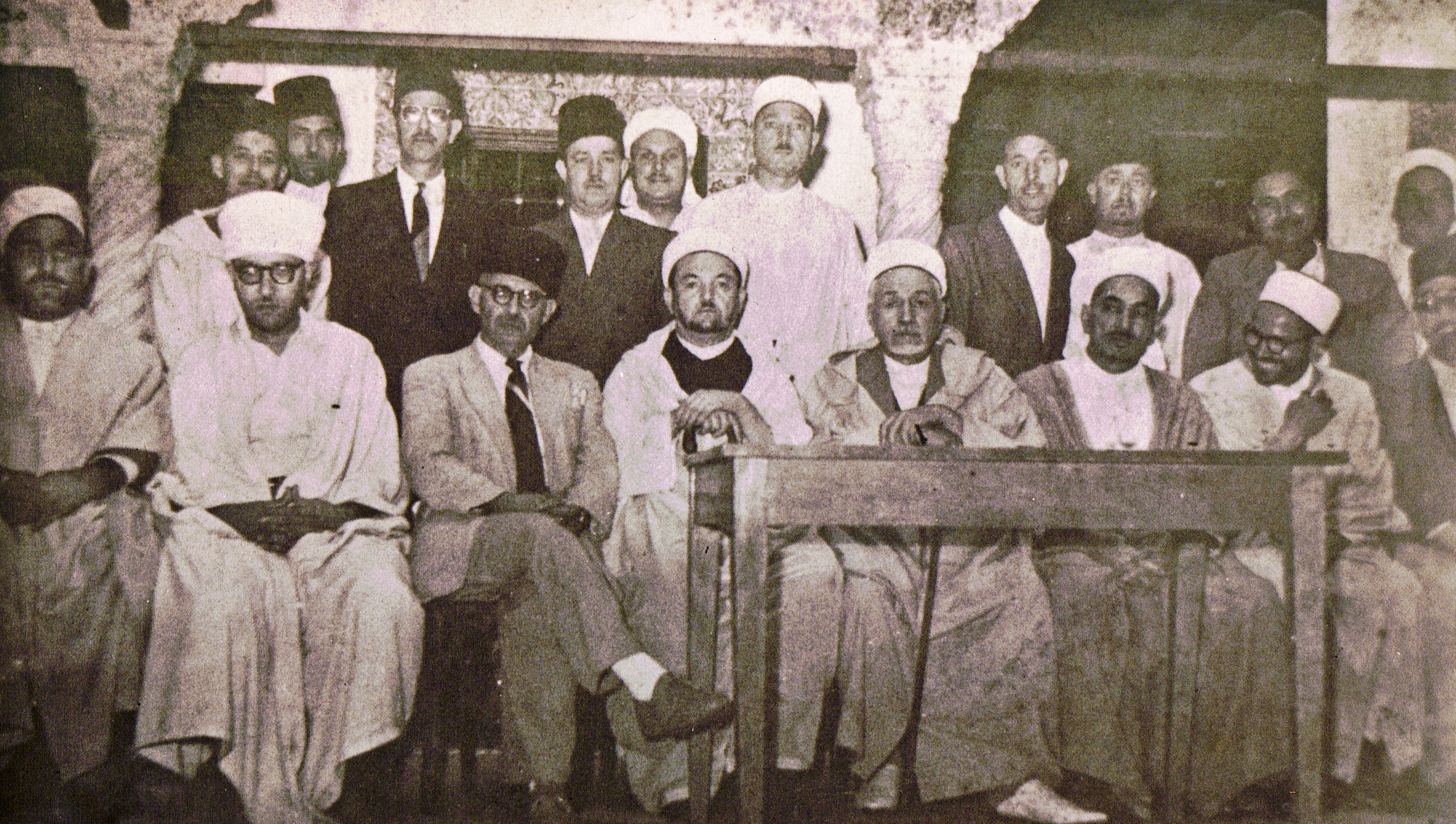
Le Conseil d'administration de l'association (fin des années 1950). De gauche à droite, assis : Naïmi Naïm, Cheikh Abbas Bencheikh el Hocine, Ahmed Taoufik El Madani, Larbi Tebessi, Mohamed Bachir El Ibrahimi, Mohamed Khireddine, Abdellatif Soltani, Ahmed Bouchmel. Debout : un inconnu, un inconnu, Baaziz Benomar, Ahmed Hammani, Aboubakr Laghouati, Djilali El Farissi, Abdelkader El Maghribi, Ahmed Sahnoune, Hamza Boukoucha, un inconnu.

## Biographie
Né en 1909 à Ouled Djellal (près de Biskra en Algérie), Naïmi Naïm a appris le Coran à l'âge de 11 ans.
Cheikh Naïmi avait une bonne mémoire et se souvenait non seulement du chapitre mais de la page du livre qu'il a lu traitant de certains sujets importants de la religion comme la traduction du Coran ou un passage important de la vie de Mahomet. Il faisait partie de l'élite algérienne des oulémas qui ont combattu la France. Naïmi a notamment appris la science du Hadith, la Sunna (vie du prophète Mahomet), le Fîqh (sciences de la religion islamique), ainsi que la traduction du Coran.
Il fut imam et moufti d'Algérie. Dans les années 1950, il visita la Tunisie et apprit à l'école Zeitouna, ensuite l'Égypte à l'université al-Azhar et apprit la psalmodie du Coran selon les 10 Riwayat. Il donna des conférences à la TV algérienne à la fin des années 1960. Il fut blessé par balle [Quand ?] [Où ?] mais sauvé par un âne qui le conduisit chez une vieille dame qui lui sauva la vie en le soignant dans le secret total. Il inaugura la mosquée de Kuala Lumpur en Malaisie, représentant l'Algérie dans une visite officielle dans les années 1960. Il est mort le 17 juin 1973 à Constantine.
En Algérie, notamment à Ouled Jellal et Constantine, plusieurs établissements portent son nom, dont la mosquée Cheikh Naïmi à SMK Supérieur de Constantine.